# Musée d'Histoire de la vie quotidienne
Le Musée d'Histoire de la vie quotidienne (MHVQ) est un musée de société, qui traite de la vie quotidienne des habitants du Petit-Caux mais aussi, de l'ensemble de la population française à la fin du XIXe siècle jusqu'à la fin du XXe siècle.

## Localisation
Le musée est implanté au cœur du village de Saint-Martin-en-Campagne. Il se situe en Seine-Maritime, en Normandie, à côté de la plus ancienne maison du village : la maison Mercier. L'entrée du musée se fait par la porte du bâtiment d'architecture contemporain, à côté de la maison Mercier.

## Histoire du musée

### La collection
La collection exposée est constituée en partie du dépôt effectué pendant vingt-cinq ans par un passionné, collectionneur et auteur David Raillot, et son association du musée des Arts et Traditions Populaires du Talou et enrichie des dons et acquisitions récents de la commune de Saint-Martin-en-Campagne Les objets collectionnés ont été réexaminés et triés avec l'aide d'un ex-ingénieur des travaux publics, et maire de la commune Bernard Defoy. Un projet a été monté, financé par la commune, aidé par l'argent de la centrale nucléaire de Penly.

### Le lieu d'exposition
La maison Mercier est un manoir normand du XVIe siècle, le plus ancien édifice de la commune. Il accueille une partie de la collection, et bénéficie d'extension, d'architecture moderne, en métal et en verre, accueillant l'autre partie.
L'édifice moderne accolé à ce bâtiment historique a été conçu par Clotilde Foltzer, et la muséographie du musée a été imaginée par Gilles Vignier. 

## Description

### Collections
Le musée abrite 10 000 objets dont 2 000 exposés. Les objets sont issus du patrimoine rural, artisanal, industriel, commercial et domestique. Son objectif est de montrer les évolutions au quotidien des techniques et de la société au XXe siècle.
Le parcours scénographique s’organise autour de thèmes. À chaque thème est associé des objets-témoins : pour l’agriculture des carnets de bulletin de paie d'ouvriers agricoles, une bouchonneuse, des pulvérisateurs, une éleveuse de poussins, .., pour l'industrie une pointeuse... pour l'artisanat, des formes à monter en bois répliquant les pieds des clients d'un cordonnier... pour la vie quotidienne des postes de radio, dinettes, moulins à café, machines à expresso, etc.,.
Les collections sont présentés sur des socles bleus. Ils sont accompagnés de photographies et de films documentaires diffusés sur des écrans tactiles. Des objets spécifiques sont accompagnés de textes fictifs écrits par Olivia Burton dans des encadrés noirs, à l'extérieur des vitrines. Des socles jaunes présentent des objets à manipuler pour reconnaître les plantes récoltées sur le territoire et leur mode de transformation, découvrir les matières associés aux métiers de l'artisanat, comprendre le mécanisme d'une machine à écrire, ou encore le fonctionnement d'un instrument de musique mécanique
Un espace est également dédié aux expositions temporaires.

#### Agriculture
Cette thématique traite des activités relatives à l'exploitation de la terre et permet d'illustrer l'évolution de l'agriculture en matière d'outils. Les outils ont peu à peu été mécanisé au cours du XIXe siècle. En plus, elle aborde les modes de vie à la ferme.

#### Artisanat et industrie
L'espace consacré à l'artisanat aborde les métiers liés aux différents types de matériaux. Le cuir pour le cordonnier, le métal pour le mécanicien, le plomb pour le plombier, ou le bois pour le menuisier. L'industrie présente les machines de l'imprimerie et des objets relatifs à la laiterie tels qu'un bidon de lait et une charrette pour son transport, ou des bouteilles de la Coopérative agricole laitière du Talou à Dieppe.

#### Services et commerces
L'espace pour les commerces présente d'autres métiers : le matelassier, le tailleur, le boulanger, l'instituteur. La thématique des services présente de nombreux objets associés à l'école (pupitres, cahiers d'écoles, tableau, plume...) et à l'administration.

#### Vie sociale et culturelle
La séquence présente des objets de la vie domestique tels qu'une tondeuse, un autocuiseur, une dînette... Une vitrine est vouée à la thématique du café. Elle aborde la récolte des baies, puis la préparation du café avec les brûloirs à café pour réaliser la torréfaction, les moulins à café pour le moudre et les cafetières pour le consommer.
En fin de parcours, une galerie présente plusieurs instruments de musique mécaniques en face des postes de radio illustrant des modes de télécommunication.

### Articles de journaux
- Catherine Mallaval, « Le musée des choses de la vie », Libération,‎ 6 juin 2014 (lire en ligne).
- Rédaction Artemedia, « Ouverture en mai du musée d’Histoire de la Vie Quotidienne », Artemedia,‎ 9 juin 2014 (lire en ligne).
- Rédaction 76actu, « Près de Dieppe, un nouveau musée collecte les objets du quotidien », 76actu,‎ 16 mai 2014 (lire en ligne).

### Articles de site web
- « Ouverture du musée de Saint-Martin-en-Campagne ».
- « Le musée des Arts et Traditions populaires du Talou ».

### Vidéo
- « Le musée d'histoire de la vie quotidienne », sur Seinemaritime.tv.